# Incêndios florestais na Amazônia em 2019
Os incêndios florestais na Amazônia em 2019 foram uma série de incêndios florestais que afetaram a América do Sul, principalmente o Brasil. Foram contabilizados pelo menos 161 236 focos de incêndios no país de janeiro a outubro de 2019, 45% a mais em relação ao mesmo período de 2018, percentagem essa que chegou a ser de 84% no mês de agosto. Isso representa um dos maiores números desde que o Brasil começou a coletar dados em 2013, de acordo com o Instituto Nacional de Pesquisas Espaciais (INPE), que utiliza satélites para monitorar incêndios. Em agosto de 2019, a floresta amazônica brasileira registrou cerca de 59 601 focos de incêndios, o que representou 48,1% das ocorrências no território brasileiro, ou seja, quase metade, tendo sido apenas no mês de agosto detectados pelo menos 29 359 deles (60,3%). Estima-se que mais de 906 mil hectares de território na Amazônia tenham sido perdidos para incêndios, no período de janeiro a agosto de 2019. Segundo a NASA, em 16 de agosto do mesmo ano, uma análise dos dados de satélite indicava que o total de incêndios através da Amazônia em 2019 estava perto da média em comparação com os últimos 15 anos. A NASA afirma, no entanto, que esses dados registram um viés de alta, puxado pelos anos de 2004 e 2010, que tiveram uma quantidade de queimadas elevadas, inflando a média.
A bacia do rio Amazonas é coberta por uma vegetação densa que inclui 400 bilhões de árvores. A floresta amazônica "alimenta sistemas em escala planetária", incluindo rios atmosféricos, pois 20% da água doce do mundo passa por ciclos nessa floresta tropical. Desde a década de 1970, o Brasil cortou e incinerou cerca de 20% da floresta. Os incêndios na Amazônia estão diretamente relacionados com o aumento do desmatamento, além da diminuição nas fiscalizações ambientais. Incêndios são mais frequentes durante a estação seca do ano, entre os meses de maio e setembro. Muitos incêndios são causados por agricultores, que realizam queimadas para desmatar legal ou ilegalmente a terra para implantação de pastos para a pecuária. Em agosto de 2019, fazendeiros no estado do Pará, na Amazônia, publicaram um anúncio em jornal local sobre uma queimada denominada "Dia do Fogo", quando desmatariam a terra para a criação de gado. Poucos dias depois, houve um aumento significativo no número de incêndios. O presidente Jair Bolsonaro determinou abertura das investigações pela Polícia Federal e, posteriormente, cerca de 50 pessoas envolvidas com queimadas no Pará foram identificadas durante uma operação realizada por equipes da Secretaria de Estado de Meio Ambiente e Sustentabilidade (Semas), do Ibama, da Polícias Militar e Civil do Pará. Foram apreendidos tratores do tipo escavadeira, armas de fogo, motosserras e motocicletas na Área de Proteção Ambiental Triunfo do Xingu.
Houve incêndios na floresta tropical em pelo menos nos nove estados amazônicos brasileiros (Amazônia Legal): Acre, Amapá, Amazonas, Rondônia, Roraima, Maranhão, Mato Grosso, Pará e Tocantins. Em 11 de agosto de 2019, um estado de emergência foi declarado no Amazonas e, doze dias depois, no Acre. Outros países da Amazônia foram afetados pelos incêndios em maior ou menor grau. Entre os outros países sul-americanos que mais registraram incêndios em 2019 estão Bolívia, Venezuela, Colômbia, Argentina, Paraguai, Peru e Chile. O número de hectares de floresta tropical boliviana afetada pelos incêndios florestais foi aproximadamente igual ao do Brasil, sendo a área da Bolívia apenas cerca de um oitavo da do Brasil. O aumento da taxa de incêndios no Brasil suscitou mais preocupações quando líderes internacionais, particularmente o presidente francês Emmanuel Macron, e organizações não governamentais ambientais (ENGOs) as atribuíram às políticas pró-negócios do presidente brasileiro Jair Bolsonaro que enfraqueceram a proteção ambiental e incentivaram desmatamento da Amazônia depois que ele assumiu o cargo em janeiro de 2019. Bolsonaro inicialmente permaneceu ambivalente e rejeitou as chamadas internacionais para agir, afirmando que as críticas eram sensacionalistas. Após o aumento da pressão da comunidade internacional na 45.ª reunião de cúpula do G7 e a ameaça de rejeitar o tratado de livre comércio entre Mercosul e União Europeia, Bolsonaro despachou soldados brasileiros e alocou fundos para combater os incêndios. O presidente boliviano na época, Evo Morales, também foi responsabilizado pelas políticas anteriores que incentivavam o desmatamento. Morales também tomou medidas proativas para combater os incêndios e buscar ajuda de outros países. Durante o período de incêndios, diversos protestos foram convocados pelas redes sociais em diversas cidades do mundo, e diversas imagens falsas foram divulgadas e compartilhadas nas redes sociais.

## Contexto
A bacia do rio Amazonas tem aproximadamente o tamanho da Austrália, compreendendo a Bolívia, Brasil, Colômbia, Equador, Guiana Peru, Suriname e Venezuela, sendo coberta por uma vegetação densa que inclui 400 bilhões de árvores. A densa floresta cheia de umidade "exala um quinto do oxigênio" do planeta, armazena carbono com séculos de idade e "desvia e consome uma quantidade desconhecida, porém significativa, de calor solar". A floresta amazônica "alimenta sistemas em escala planetária", incluindo rios atmosféricos, pois 20% da água doce do mundo passa por ciclos nessa floresta tropical.

### Preservação ambiental

#### Brasil
Desde a década de 1970, o Brasil cortou e incinerou cerca de 20% da floresta, representando 776.996 km² - uma área maior do que o Texas. Dois terços da floresta amazônica estão dentro das fronteiras do Brasil. O Brasil vinha se recuperando de uma forte crise econômica e política, que afetava o país desde 2014. Muitas instituições, principalmente as governamentais, mergulharam em uma profunda desestabilização. A tensão gerou uma instabilidade financeira e desequilíbrio fiscal, fragilizando órgãos e empresas. Sobretudo, o setor de meio ambiente não vinha recebendo prioridade, sofrendo com cortes de verbas para estudos, investimentos, fiscalização e prevenção de desastres, tanto a nível federal como também a nível estadual. De 2013 a 2018, o orçamento do Ministério do Meio Ambiente caiu mais de 1,3 bilhão de reais, uma pasta que, historicamente, já tinha um orçamento bastante inferior se comparado a outros ministérios. Segundo o governo federal, em 2018, era preciso assegurar o cumprimento das metas fiscais diante do momento fiscal. Desta forma, o governo reduziu os gastos em todos os órgãos da União. Diante das crises, especialmente a fiscal, especialistas já expressavam maior preocupação com o meio ambiente.
O então recém empossado presidente, Jair Bolsonaro, declarou durante campanha presidencial em 2018 propostas de alterações nas leis ambientais e a flexibilização do setor, desburocratizando os processos de licenciamentos, além de uma reforma ministerial com uma possível extinção do Ministério do Meio Ambiente. "Quero fundir os ministérios da Agricultura e do Meio Ambiente. Não pode ter ambientalismo xiita no Brasil." O Ibama passou por uma troca de presidentes, uma vez que a presidente anterior do instituto, Suely Araújo, pediu demissão após o governo questionar o contrato de aluguel de caminhonetes. O governo demonstrou interesse em reduzir o perímetro de mais de 60 unidades de conservação do Brasil. A pretensão é reduzir para eliminar “interferências” com estruturas existentes para os empreendimentos como estradas federais, ferrovias, portos e aeroportos. O Ministério da Infraestrutura encaminhou um ofício ao Instituto Chico Mendes de Conservação da Biodiversidade (ICMBio), com um levantamento detalhado de cada floresta administrada pelo órgão que, em sua avaliação, estaria em conflito com a malha de transporte do país. O Ministério do Meio Ambiente demonstrou ainda querer realizar uma revisão em 334 unidades de conservação federais que existem no País. O governo foi criticado por ambientalistas, principalmente pelas mudanças que implementou na estrutura de preservação do meio ambiente, alterações que consideraram negativas na política ambiental.

## Incêndios

### Causas e investigações

#### Brasil

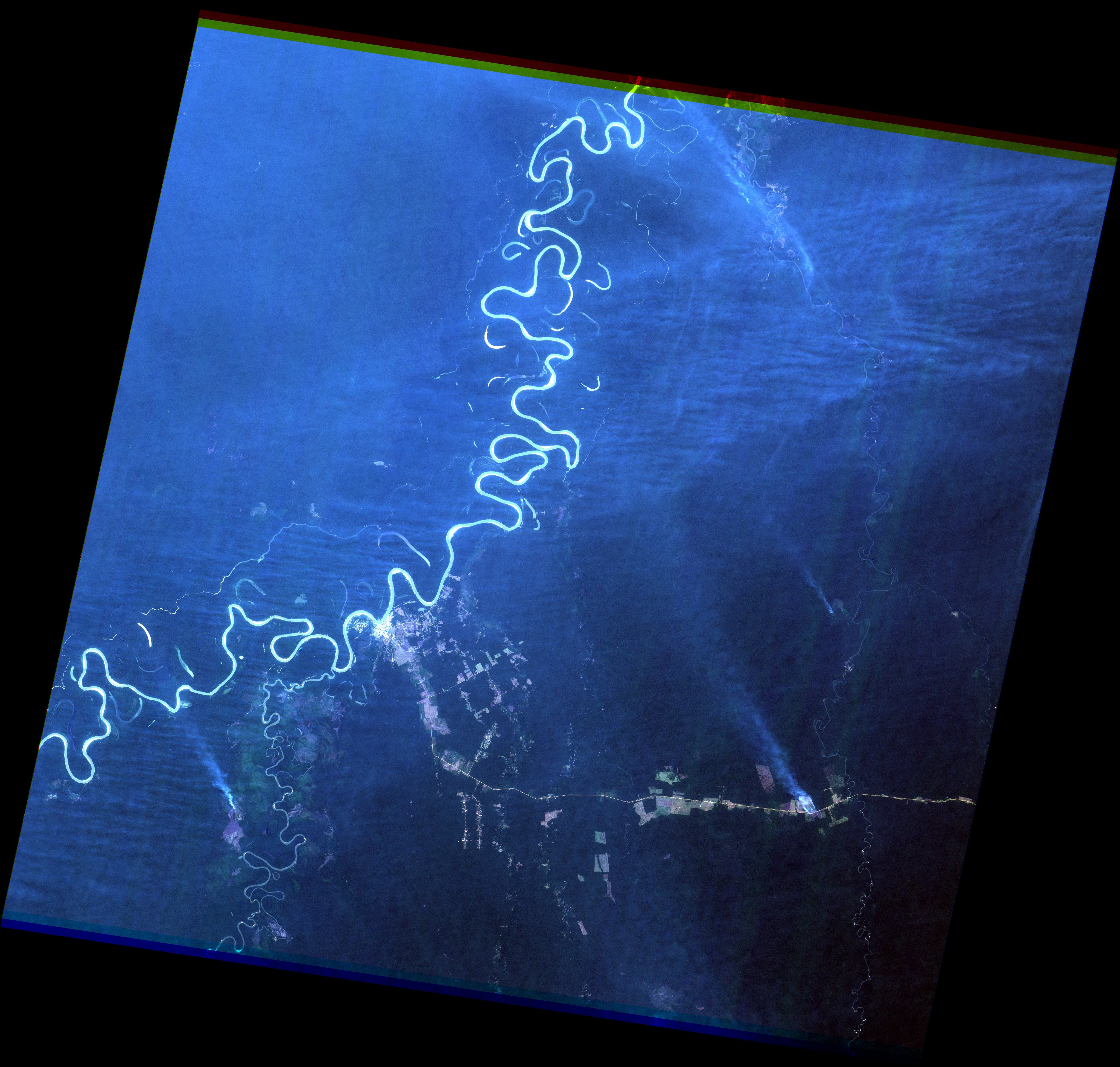
Imagens de satélite do INPE de uma área de 70 por 70 milhas ao longo do rio Purus, entre is municípios de Canutama e Lábrea, no estado do Amazonas, tiradas em 16 de agosto de 2019, mostrando várias nuvens de fumaça de incêndios florestais, incluindo áreas que foram desmatadas.

Os incêndios no Brasil estão diretamente relacionados com o aumento do desmatamento, além da diminuição nas fiscalizações ambientais. Incêndios são mais frequentes durante a estação seca do ano, entre os meses de maio e setembro. Segundo a Euronews, os incêndios florestais aumentaram à medida que o setor agrícola "entrava na bacia amazônica e estimulava o desmatamento". Muitos incêndios são causados por agricultores, que realizam queimadas para desmatar legal ou ilegalmente a terra para implantação de pastos para a pecuária.

Imagens criadas pela sonda infravermelha atmosférica que representa o monóxido de carbono causado por incêndios na região amazônica do Brasil entre os dias 8 e 22 de agosto de 2019.

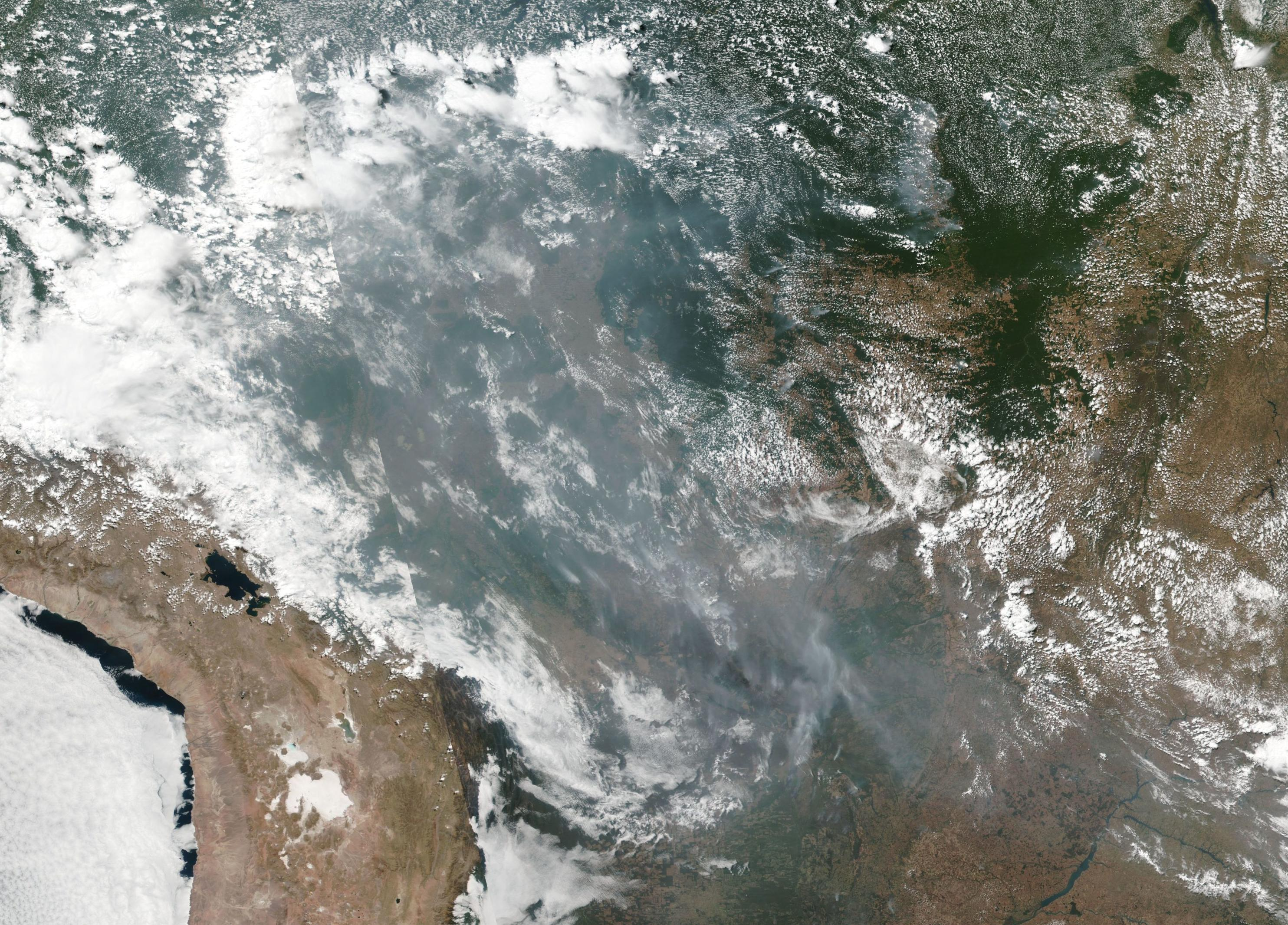
Imagem de satélite da NOAA/NASA sobre a cor natural dos estados brasileiros de Amazonas, Mato Grosso e Rondônia, mostrando a fumaça dos incêndios florestais da bacia amazônica, ocorrida em 20 de agosto de 2019.

O Ministério Público Federal constatou que "tem um aumento expressivo de desmatamento em áreas federais, sobretudo em unidades de conservação". A princípio foi noticiado que, pelo menos, 32 Unidades de conservação e 36 Terras indígenas foram atingidas por incêndios no Brasil em 2019. Já a CBN divulgou que somente no Pará, segundo os dados da Secretaria de Meio Ambiente, haviam no mês de agosto 301 focos de incêndios em unidades de conservação estadual, 245 em unidades de conservação federal e 53 em terras indígenas.
Entre as áreas protegidas atingidas estão: o Parque Nacional dos Campos Ferruginosos e o Parque Nacional do Jamanxim, no Pará; a Reserva Extrativista Chico Mendes, no Acre; o Parque Nacional da Chapada dos Guimarães e a Terra Indígena de Areões, em Mato Grosso; a Terra Indígena Kadiwéus, em Mato Grosso do Sul; o Parque Nacional de Pacaás Novos e a Floresta Nacional de Jacundá, em Rondônia.
Nos últimos anos, grileiros foram encontrados ilegalmente na floresta em Terras Indígenas do Brasil e outras florestas protegidas em toda a Amazônia. Os conflitos com indígenas tem aumentado substancialmente nos últimos meses. Desde a eleição de outubro de 2018, eles estão cortando, por exemplo, a terra dos anteriormente isolado apurinã, onde as "maiores extensões de floresta tropical intacta do mundo" são encontradas. Diversos grupos indígenas têm relatado invasões, desmatamento e queimadas em suas terras, como os muras e os barés, no Amazonas.
O Ministério Público Federal comunicou à Polícia Federal riscos de ataques a indígenas xikrin, na Terra Indígena Trincheira-Bacajá, no sudeste do Pará. A Fundação Nacional do Índio (Funai) também foi notificada. Cerca de 300 invasores, fortemente armados, realizaram queimadas na reserva e ameaçaram de morte as lideranças.

##### Dia do Fogo
Em agosto de 2019, fazendeiros no estado do Pará, na Amazônia, publicaram um anúncio em jornal local intitulado Folha do Progresso sobre uma queimada denominada "Dia do Fogo", quando desmatariam a terra para a criação de gado. Poucos dias depois, houve um aumento significativo no número de incêndios.
O Ministério Público, no dia 8 de agosto, protocolou no Ibama um ofício em que alertava queimadas planejadas no Pará. Segundo a denúncia feita pela promotoria, as intenções do grupo são "chamar a atenção das autoridades que na região o avanço da produção acontece em apoio ao governo" e "mostrar para o Presidente que queremos trabalhar e o único jeito é derrubando e para formar e limpar nossas pastagens é com fogo." A denúncia finaliza ainda afirmando que: “a manifestação dos produtores rurais, caso levada a cabo, ensejará sérias infrações ambientais que poderá, até mesmo, fugir ao controle e impedir a identificação da autoria individual, haja vista a perpetração coletiva".
Após uma reportagem, publicada dia 25 de agosto de 2019 pelo Globo Rural, afirmar que um grupo de WhatsApp de setenta pessoas esteve envolvido no Dia do Fogo, Jair Bolsonaro determinou a abertura das investigações pela Polícia Federal. O grupo, formado principalmente por produtores rurais, grileiros, sindicalistas e comerciantes, teria como objetivo incendiar, no dia 10 de agosto, áreas de matas e terras devolutas, fazendo o fogo avançar sobre a mata, como nas áreas da Floresta Nacional do Jamanxim. Há indícios que foram contratados motoqueiros para atear fogo em municípios como Novo Progresso e Altamira.
Cerca de 50 pessoas envolvidas com queimadas no Pará foram identificadas durante uma operação realizada por equipes da Secretaria de Estado de Meio Ambiente e Sustentabilidade (Semas), do Ibama, da Polícias Militar e Civil do Pará. Foram apreendidos tratores do tipo escavadeira, armas de fogo, motosserras e motocicletas na Área de Proteção Ambiental Triunfo do Xingu.

##### Por estado brasileiro
Todas as 27 unidades federativas do Brasil registraram focos de incêndios em 2019. As queimadas são mais significativas nos estados amazônicos, que englobam a Amazônia Legal, área que é formada por nove estados: Acre, Amapá, Amazonas, Rondônia, Roraima, Maranhão, Mato Grosso, Pará e Tocantins. Os cinco estados brasileiros com mais incêndios no respectivo ano são Mato Grosso (28 880), Pará (19 498), Tocantins (12 808), Amazonas (11 749) e Rondônia (10 714). Em setembro de 2019, o estado de Mato Grosso, que lidera a lista, decretou situação de emergência, após registrar mais de 13 600 focos de calor nos primeiros oito meses do ano — um aumento de 87% em comparação com o mesmo período no ano anterior. No mês anterior, tanto o estado do Amazonas como o estado do Acre também declararam estado de emergência. Durante esse mesmo mês, o estado do Pará foi o líder em focos de incêndios, com mais de 6 600 ocorrências registradas.
|                     | Número de incêndios florestais detectados de 1 de janeiro a 26 de outubro | Número de incêndios florestais detectados de 1 de janeiro a 26 de outubro | Número de incêndios florestais detectados de 1 de janeiro a 26 de outubro | Número de incêndios florestais detectados de 1 de janeiro a 26 de outubro | Número de incêndios florestais detectados de 1 de janeiro a 26 de outubro | Número de incêndios florestais detectados de 1 de janeiro a 26 de outubro | Número de incêndios florestais detectados de 1 de janeiro a 26 de outubro | Número de incêndios florestais detectados de 1 de janeiro a 26 de outubro | Número de incêndios florestais detectados de 1 de janeiro a 26 de outubro | Número de incêndios florestais detectados de 1 de janeiro a 26 de outubro | Número de incêndios florestais detectados de 1 de janeiro a 26 de outubro | Número de incêndios florestais detectados de 1 de janeiro a 26 de outubro | Número de incêndios florestais detectados de 1 de janeiro a 26 de outubro |
| Estado / Ano        | 2013                                                                      | Dif.%                                                                     | 2014                                                                      | Dif.%                                                                     | 2015                                                                      | Dif.%                                                                     | 2016                                                                      | Dif.%                                                                     | 2017                                                                      | Dif.%                                                                     | 2018                                                                      | Dif.%                                                                     | 2019                                                                      |
| ------------------- | ------------------------------------------------------------------------- | ------------------------------------------------------------------------- | ------------------------------------------------------------------------- | ------------------------------------------------------------------------- | ------------------------------------------------------------------------- | ------------------------------------------------------------------------- | ------------------------------------------------------------------------- | ------------------------------------------------------------------------- | ------------------------------------------------------------------------- | ------------------------------------------------------------------------- | ------------------------------------------------------------------------- | ------------------------------------------------------------------------- | ------------------------------------------------------------------------- |
| Acre                | 4.852                                                                     | -11%                                                                      | 4.309                                                                     | 29%                                                                       | 5.592                                                                     | 35%                                                                       | 7.590                                                                     | -19%                                                                      | 6.149                                                                     | 6%                                                                        | 6.532                                                                     | 2%                                                                        | 6.714                                                                     |
| Alagoas             | 148                                                                       | –13%                                                                      | 128                                                                       | 73%                                                                       | 222                                                                       | –37%                                                                      | 138                                                                       | -31%                                                                      | 95                                                                        | 12%                                                                       | 107                                                                       | -2%                                                                       | 104                                                                       |
| Amazonas            | 5.885                                                                     | 30%                                                                       | 7.650                                                                     | 54%                                                                       | 11.839                                                                    | -11%                                                                      | 10.540                                                                    | 3%                                                                        | 10.878                                                                    | -1%                                                                       | 10.681                                                                    | 10%                                                                       | 11.749                                                                    |
| Amapá               | 629                                                                       | -16%                                                                      | 527                                                                       | 73%                                                                       | 916                                                                       | -24%                                                                      | 689                                                                       | -37%                                                                      | 432                                                                       | 34%                                                                       | 582                                                                       | -16%                                                                      | 485                                                                       |
| Bahia               | 6.628                                                                     | 1%                                                                        | 6.692                                                                     | 102%                                                                      | 13.553                                                                    | -59%                                                                      | 5.520                                                                     | 6%                                                                        | 5.849                                                                     | -22%                                                                      | 4.561                                                                     | 26%                                                                       | 5.755                                                                     |
| Ceará               | 812                                                                       | -6%                                                                       | 761                                                                       | 36%                                                                       | 1.040                                                                     | 66%                                                                       | 1.729                                                                     | -32%                                                                      | 1.166                                                                     | 10%                                                                       | 1.293                                                                     | 24%                                                                       | 1.612                                                                     |
| Distrito Federal    | 103                                                                       | 134%                                                                      | 241                                                                       | -36%                                                                      | 153                                                                       | 49%                                                                       | 228                                                                       | 25%                                                                       | 287                                                                       | -69%                                                                      | 88                                                                        | 142%                                                                      | 213                                                                       |
| Espírito Santo      | 245                                                                       | 3%                                                                        | 253                                                                       | 195%                                                                      | 748                                                                       | -23%                                                                      | 573                                                                       | -72%                                                                      | 160                                                                       | 8%                                                                        | 174                                                                       | 173%                                                                      | 475                                                                       |
| Goiás               | 2.730                                                                     | 107%                                                                      | 5.666                                                                     | -4%                                                                       | 5.409                                                                     | -13%                                                                      | 4.685                                                                     | 32%                                                                       | 6.193                                                                     | -52%                                                                      | 2.933                                                                     | 131%                                                                      | 6.793                                                                     |
| Maranhão            | 12.139                                                                    | 44%                                                                       | 17.476                                                                    | 15%                                                                       | 20.180                                                                    | -21%                                                                      | 15.911                                                                    | 22%                                                                       | 19.517                                                                    | -47%                                                                      | 10.184                                                                    | 20%                                                                       | 12.285                                                                    |
| Minas Gerais        | 4.837                                                                     | 123%                                                                      | 10.796                                                                    | -27%                                                                      | 7.845                                                                     | -22%                                                                      | 6.123                                                                     | 32%                                                                       | 8.102                                                                     | -45%                                                                      | 4.424                                                                     | 98%                                                                       | 8.786                                                                     |
| Mato Grosso do Sul  | 3.045                                                                     | -36%                                                                      | 1.928                                                                     | 108%                                                                      | 4.026                                                                     | 44%                                                                       | 5.818                                                                     | -5%                                                                       | 5.478                                                                     | -61%                                                                      | 2.120                                                                     | 316%                                                                      | 8.824                                                                     |
| Mato Grosso         | 16.939                                                                    | 39%                                                                       | 23.654                                                                    | 2%                                                                        | 24.313                                                                    | 6%                                                                        | 25.805                                                                    | 13%                                                                       | 29.392                                                                    | -42%                                                                      | 16.875                                                                    | 71%                                                                       | 28.880                                                                    |
| Pará                | 13.378                                                                    | 55%                                                                       | 20.779                                                                    | 22%                                                                       | 25.393                                                                    | -27%                                                                      | 18.513                                                                    | 84%                                                                       | 34.191                                                                    | -61%                                                                      | 13.060                                                                    | 49%                                                                       | 19.498                                                                    |
| Paraíba             | 129                                                                       | 81%                                                                       | 234                                                                       | -8%                                                                       | 214                                                                       | 95%                                                                       | 418                                                                       | -67%                                                                      | 137                                                                       | 136%                                                                      | 324                                                                       | 30%                                                                       | 423                                                                       |
| Pernambuco          | 440                                                                       | -15%                                                                      | 372                                                                       | 33%                                                                       | 495                                                                       | -10%                                                                      | 444                                                                       | -17%                                                                      | 366                                                                       | -4%                                                                       | 351                                                                       | -4%                                                                       | 336                                                                       |
| Piauí               | 5.339                                                                     | 49%                                                                       | 7.961                                                                     | 51%                                                                       | 12.089                                                                    | -47%                                                                      | 6.378                                                                     | 1%                                                                        | 6.461                                                                     | 28%                                                                       | 8.312                                                                     | 0%                                                                        | 8.317                                                                     |
| Paraná              | 2.200                                                                     | -8%                                                                       | 2.005                                                                     | 0%                                                                        | 1.989                                                                     | 90%                                                                       | 3.795                                                                     | -16%                                                                      | 3.171                                                                     | -29%                                                                      | 2.237                                                                     | 38%                                                                       | 3.102                                                                     |
| Rio de Janeiro      | 359                                                                       | 240%                                                                      | 1.223                                                                     | -56%                                                                      | 531                                                                       | 22%                                                                       | 651                                                                       | 40%                                                                       | 915                                                                       | -74%                                                                      | 230                                                                       | 202%                                                                      | 695                                                                       |
| Rio Grande do Norte | 16                                                                        | 31%                                                                       | 153                                                                       | 38%                                                                       | 212                                                                       | -14%                                                                      | 181                                                                       | -6%                                                                       | 170                                                                       | 40%                                                                       | 238                                                                       | 37%                                                                       | 326                                                                       |
| Rondônia            | 4.303                                                                     | 62%                                                                       | 6.998                                                                     | 68%                                                                       | 11.778                                                                    | -8%                                                                       | 10.826                                                                    | -1%                                                                       | 10.620                                                                    | -6%                                                                       | 9.943                                                                     | 7%                                                                        | 10.714                                                                    |
| Roraima             | 1.085                                                                     | 73%                                                                       | 1.887                                                                     | -7%                                                                       | 1.740                                                                     | 110%                                                                      | 3.656                                                                     | -78%                                                                      | 788                                                                       | 169%                                                                      | 2.122                                                                     | 119%                                                                      | 4.658                                                                     |
| Rio Grande do Sul   | 1.369                                                                     | 45%                                                                       | 1.988                                                                     | -38%                                                                      | 1.219                                                                     | 173%                                                                      | 3.337                                                                     | -40%                                                                      | 1.982                                                                     | -23%                                                                      | 1.519                                                                     | 99%                                                                       | 3.037                                                                     |
| Santa Catarina      | 1.473                                                                     | -29%                                                                      | 1.044                                                                     | -15%                                                                      | 879                                                                       | 170%                                                                      | 2.380                                                                     | -26%                                                                      | 1.758                                                                     | -26%                                                                      | 1.289                                                                     | 28%                                                                       | 1.656                                                                     |
| Sergipe             | 159                                                                       | -56%                                                                      | 70                                                                        | 121%                                                                      | 155                                                                       | -51%                                                                      | 76                                                                        | -10%                                                                      | 68                                                                        | 38%                                                                       | 94                                                                        | -34%                                                                      | 62                                                                        |
| São Paulo           | 2.150                                                                     | 102%                                                                      | 4.348                                                                     | -59%                                                                      | 1.747                                                                     | 77%                                                                       | 3.096                                                                     | 23%                                                                       | 3.835                                                                     | -23%                                                                      | 2.932                                                                     | 0%                                                                        | 2.929                                                                     |
| Tocantins           | 9.372                                                                     | 43%                                                                       | 13.432                                                                    | 6%                                                                        | 14.364                                                                    | -4%                                                                       | 13.707                                                                    | 9%                                                                        | 15.015                                                                    | -50%                                                                      | 7.408                                                                     | 72%                                                                       | 12.808                                                                    |
| Total               | 100.864                                                                   | 41%                                                                       | 142.575                                                                   | 18%                                                                       | 168.641                                                                   | -9%                                                                       | 152.807                                                                   | 13%                                                                       | 173.175                                                                   | -36%                                                                      | 110.613                                                                   | 45%                                                                       | 161.236                                                                   |

| Brasil          | 161.236 |
| Bolívia         | 39.568  |
| Venezuela       | 27.202  |
| Argentina       | 26.390  |
| Paraguai        | 19.408  |
| Colômbia        | 15.156  |
| Peru            | 13.530  |
| Chile           | 3.218   |
| Guiana          | 1.142   |
| Equador         | 727     |
| Uruguai         | 627     |
| Suriname        | 337     |
| Guiana Francesa | 73      |
| Total           | 308.614 |

### Bolívia

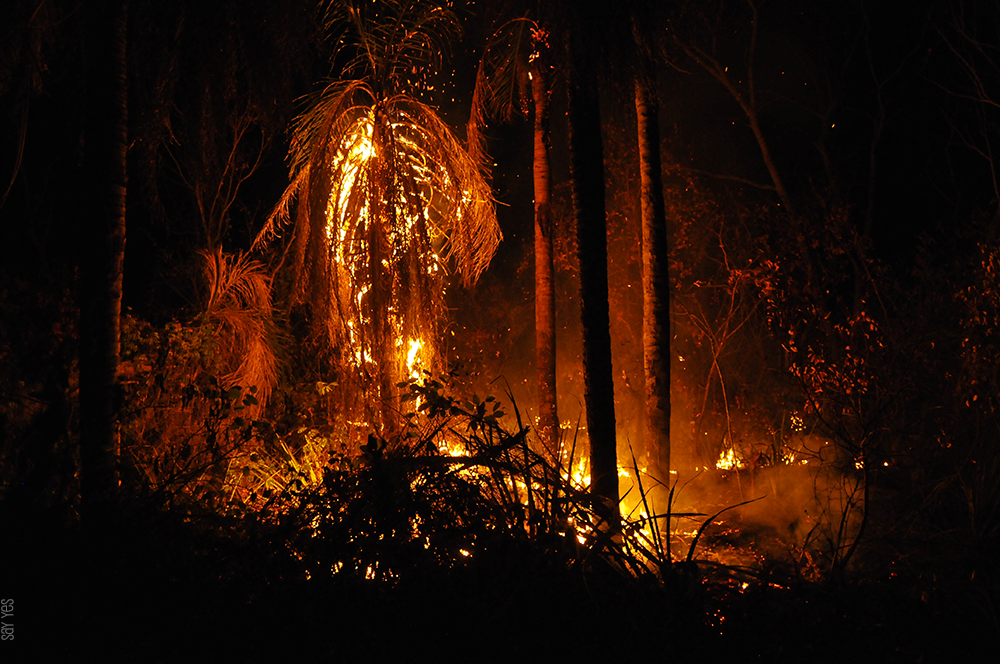
Situação do incêndio em setembro de 2019 em Charagua, Bolívia.

Em relação a Amazônia boliviana, a região mais atingida foi o departamento de Santa Cruz. O fogo também foi registrado em áreas protegidas, como no Parque Nacional de Noel Kempff Mercado. O fogo destruiu florestas, plantações e pastagens em Santa Cruz e operações de combate estão sendo realizadas, como o uso de um avião 747 Supertanker para combater os focos de incêndios.
O Aeroporto Internacional Viru Viru, localizado em Warnes, região de Santa Cruz de la Sierra, teve os voos suspensos devido à baixa visibilidade causada pelas fumaças. O município boliviano de San Matías, situado na fronteira com o Brasil, decretou estado de emergência e pediu ajuda humanitária. Em 28 de agosto de 2019, o governo peruano ofereceu ajuda à Bolívia e despachou dois helicópteros Mi-17 de combate a incêndios.. Cerca de 1500 moradores em diversas comunidades foram atingidos e sofrem com a falta de medicamentos, suprimentos, alimentos e água potável.
Os incêndios florestais na Bolívia foram um dos desastres ecológicos mais graves nos últimos 10 anos do país. Além da Amazônia boliviana, foi localizado nas regiões tropicais da floresta da Chiquitania — considerado um bem público do planeta Terra — e no Pantanal boliviano, que afetaram diversas cidades, nomeadamente, Roboré, Puerto Busch e San Ignacio de Velasco, dentre as oito regiões diretamente envolvidas no departamento de Santa Cruz e também do departamento de Beni, na Bolívia. Também ameaçou reservas municipais como Tucabaca, o Parque Nacional de Noel Kempff Mercado ou Ñembi Guasu e os territórios de povos isolados Ayoreo. Esse evento significou a perda de cinco milhões de hectares de floresta seca em Chiquitos, cuja vocação fundiária é a silvicultura e que, nos últimos anos, foi convertida em terra de produção agrícola sem consulta prévia às comunidades que habitam a região.
Incêndios causados por ação humana direta são a principal causa de incêndios na Amazônia e uma das principais razões para a perda de florestas na bacia amazônica. O desastre significou a existência de uma forte controvérsia sobre o papel do governo em seu controle e as medidas anteriores que poderiam ter levado a uma situação classificada como um dos desastres mais complicados da América Latina. As ações tomadas para controlar o desastre, como a recusa inicial em solicitar ajuda internacional durante a crise, também foram criticadas.

### Peru
Segundo o Instituto Nacional de Defesa Civil (INDECI), no Peru foram registrados 128 incêndios florestais em agosto, dos quais a maioria ocorreu nas regiões de Cusco (30) e Ayacucho (14). De acordo com um relatório da Global Forest Watch Fires, baseado em imagens digitais, de 1 de janeiro a 21 de agosto de 2019, 39 687 incêndios e focos de calor foram registrados no Peru, dos quais 57% ocorreram nas regiões amazônicas do país. O Instituto Nacional de Pesquisas Espaciais do Brasil informou as autoridades regionais sobre mais de quinze focos de calor no distrito de Iñapari. O governo do Peru declarou estado de alerta em 22 de agosto de 2019 e mobilizou mais de 200 guardas florestais do Serviço Nacional de Áreas Naturais Protegidas pelo Estado (SERNANP).

### Impactos

#### Brasil

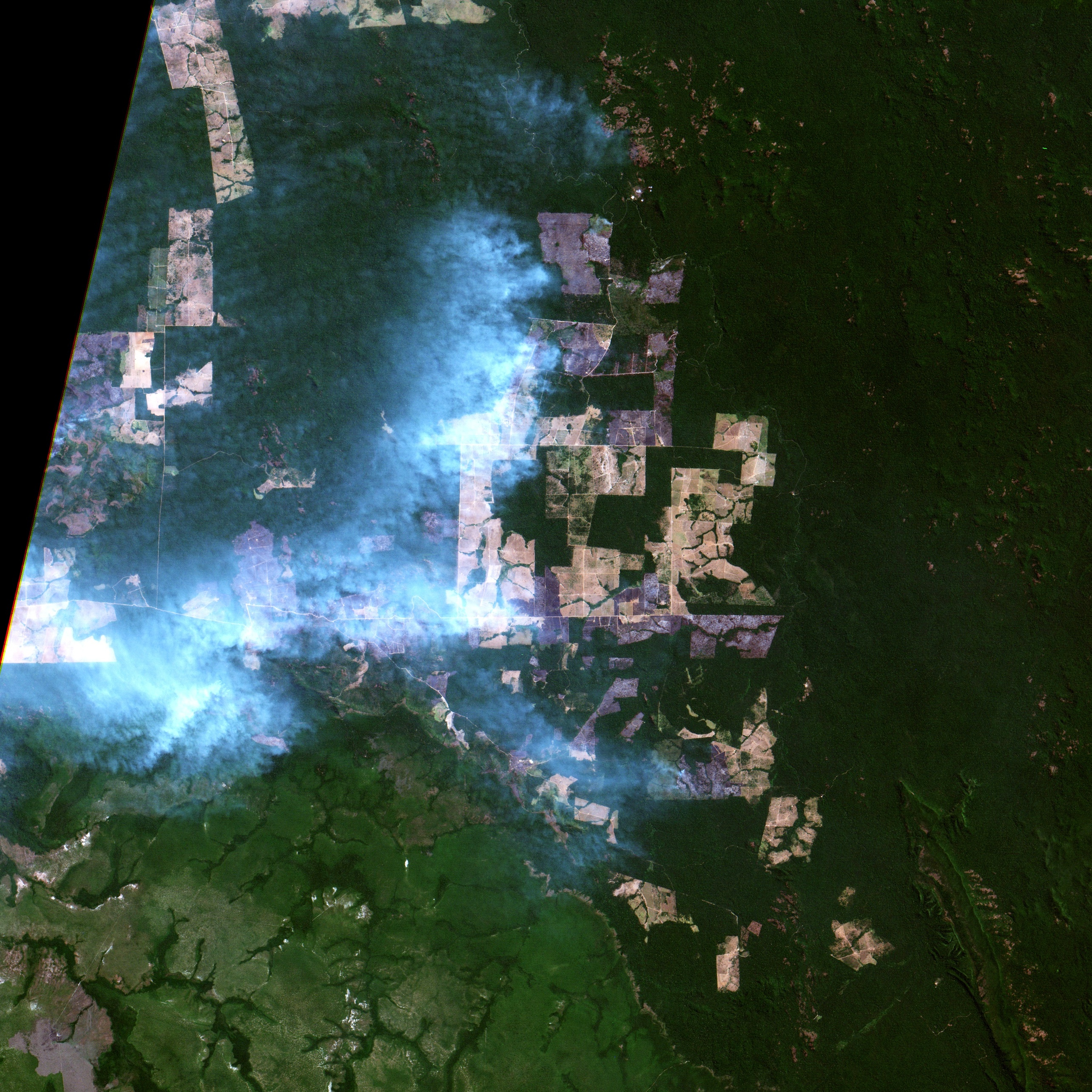
Queimadas e suas cicatrizes no município de Altamira, no estado do Pará.

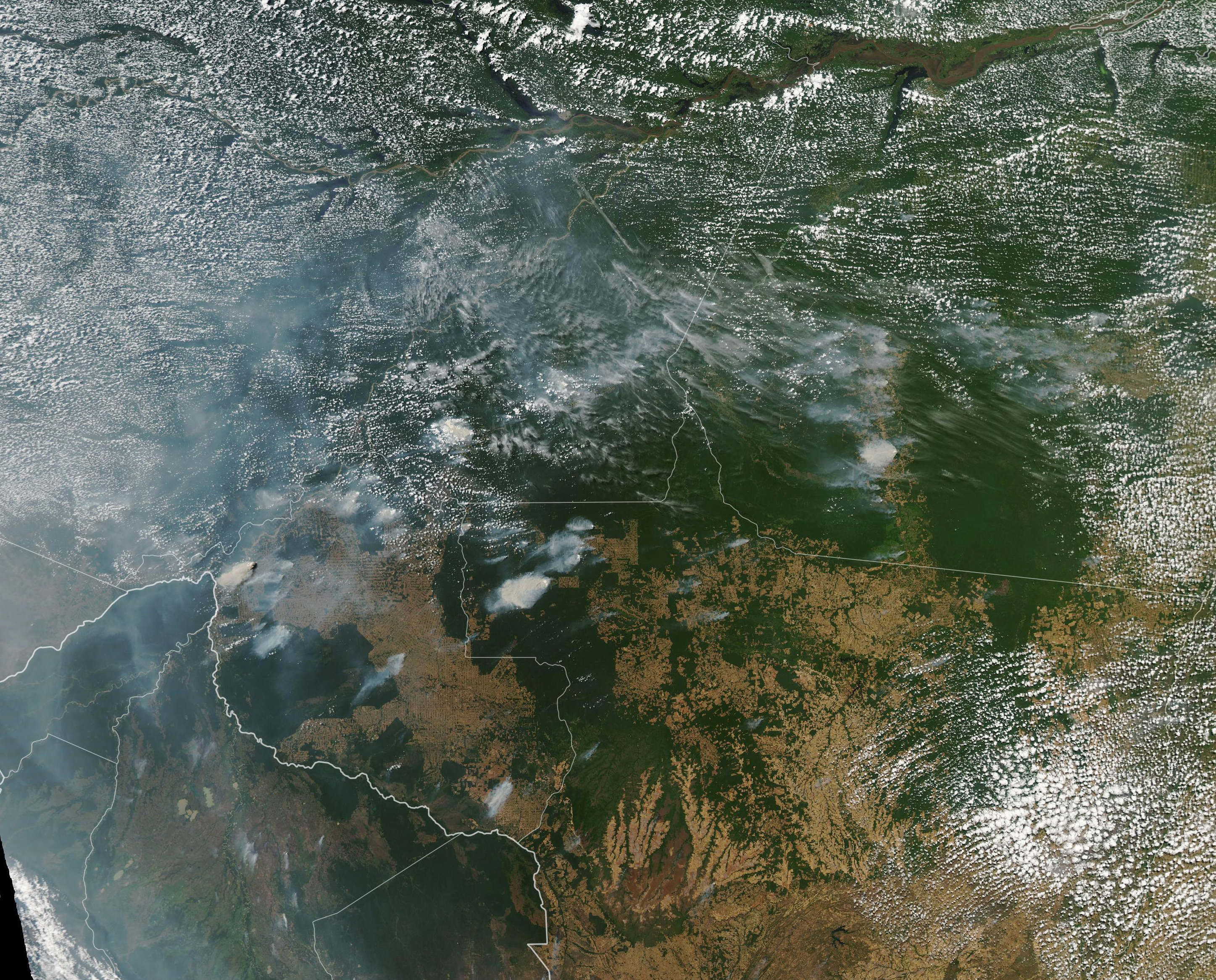
Imagem de satélite de incêndios florestais no Brasil em 11 de agosto

Quase dois terços da bacia amazônica estão dentro das fronteiras do Brasil e mais da metade dos incêndios ocorreram na floresta amazônica, a maior floresta tropical do mundo, considerada vital para combater o aquecimento global. Em 2019, cerca de 52,1% das queimadas ocorrem na Amazônia, 30,3% no Cerrado, 10,4% na Mata Atlântica, 3,6% no Pantanal, 2,5% na Caatinga e 1,1% nos Pampas. De janeiro até agosto do mesmo ano, já haviam sido registrados 43 421 focos de incêndios na Amazônia, 25 253 no Cerrado, 8 704 na Mata Atlântica, 2 974 no Pantanal, 2 072 na Caatinga, e 905 nos Pampas.
Estima-se que mais de 906 mil hectares de território na Amazônia brasileira tenham sido perdidos para incêndios, no período de janeiro a agosto de 2019. Em 11 de agosto de 2019, o Amazonas declarou estado de emergência. As imagens da NASA mostraram que, dois dias depois, a fumaça dos incêndios era visível do espaço. No dia 23 do mesmo mês, o estado do Acre declarou estado de emergência devido aos incêndios florestais. Ainda no Acre, em Rio Branco, aproximadamente 30 mil pessoas já tinham sido diagnosticadas com infecções respiratórias devido à poluição ocasionada pela fumaça. A fumaça das queimadas contém substâncias tóxicas prejudiciais à saúde humana. Em toda região Amazônica foi constatado aumento de atendimento médico principalmente por problemas respiratórios na população local.
Os incêndios ganharam repercussão mundial após a nuvem de fumaça causada pelos incêndios florestais escurecer o céu de São Paulo, a maior cidade do Brasil, que fica a mais de 2.700 km de distância da região amazônica, no dia 19 de agosto de 2019. Além do estado de São Paulo, fumaça também foi registrada nos estados do Paraná, Mato Grosso, Mato Grosso do Sul e Minas Gerais. Um corredor de fumaça se formou também sobre a Bolívia, Paraguai e Peru. No Peru, de acordo com o Centro Regional de Operações de Emergência (COER), a fumaça dos incêndios chegou às províncias de Tambopata e Tahuamanu, na região de Madre de Dios, no Peru.
A fumaça alcançou também a Argentina, principalmente na região norte do país. O Serviço Meteorológico Nacional (SMN) do país vizinho detectou a presença de fumaça nas províncias de Formosa, Misiones e Salta. Na manhã do dia 26 de agosto, o Aeroporto Internacional de Porto Velho ficou fechado para pousos e decolagens devido a fumaça, a terceira vez somente naquele mês. No dia seguinte, observou-se uma forte neblina no Uruguai causada pela chegada da fumaça oriunda do Brasil e Bolívia, conforme confirmado do técnico-chefe do Instituto Uruguaio de Meteorologia (Inumet), Néstor Santayana.

### Vítimas
Em 14 de agosto de 2019, duas pessoas foram encontradas carbonizadas em uma propriedade na zona rural brasileira de Machadinho D'Oeste, em Rondônia. A Polícia Civil instaurou inquérito para apurar o caso. As conclusões das perícias, para auxiliar nas apurações, tem como principal objetivo descobrir a origem do fogo na região e quantas pessoas incendiaram aquela área.

## Repercussão entre cientistas

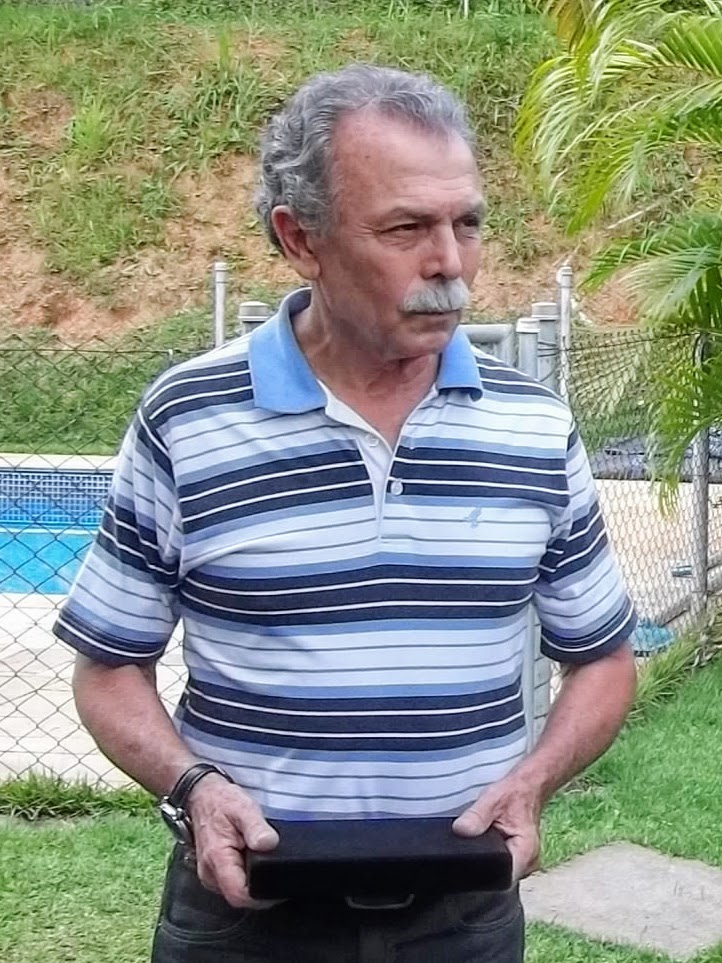
Ricardo Galvão, diretor do INPE, foi demitido após publicar dados sobre o desmatamento.

Em 2015, o Instituto Nacional de Pesquisas Espaciais (INPE) criou o projeto Terra Brasilis, que recebe dados do sistema de alerta por satélite Sistema de Detecção de Desmatamento em Tempo Real (DETER), que publica seus dados mensais e diários sobre o governo regularmente atualizado no site do IBAMA. O DETER apoia "o monitoramento e controle do desmatamento e da degradação florestal", porque esse desmatamento é 88% maior do que no mesmo período de 2018.
Em 19 de julho de 2019, o presidente Jair Bolsonaro criticou publicamente o diretor do INPE, Ricardo Galvão, durante uma entrevista coletiva com a imprensa internacional, acusando-o de passar dados mentirosos sobre o desmatamento da Amazônia e estar a serviço de alguma ONG: "A questão do Inpe, eu tenho a convicção que os dados são mentirosos. Até mandei ver quem é o cara que está na frente do Inpe. Ele vai ter que vir se explicar aqui em Brasília esses dados aí que passaram pra imprensa do mundo todo, que pelo nosso sentimento não condiz com a verdade. Até parece que ele está à serviço de alguma ONG, que é muito comum." No dia seguinte, Galvão rebateu as críticas feitas pelo presidente, dizendo-se ofendido pelas declarações e acusando o presidente de agir como se estivesse em um boteco, argumentando que Bolsonaro fazia afirmações sem base técnica, ofendendo não só a ele, mas a classe científica brasileira. O conselho da Sociedade Brasileira Para o Progresso da Ciência defendeu Galvão em um manifesto que classificou os ataques de Bolsonaro como ofensivos, ideológicos e desprovidos de fundamento. No dia seguinte, a Sociedade Brasileira de Física emitiu uma nota também apoiando Galvão e deplorando os ataques feitos pelo presidente. A Academia Brasileira de Ciências e seu presidente, Luiz Davidovich, também expressaram apoio a Galvão, assim como o ex-ministro da Ciência e Tecnologia, José Israel Vargas. No dia seguinte, Galvão recebeu manifestações de apoio dos 56 cientistas que compõem a Coalizão Ciência e Sociedade, das Entidades do Fórum de Ciência e Tecnologia e do físico Luiz Pinguelli Rosa. Galvão reafirmou suas declarações anteriores e ainda que não responderia à nota do ministro Marcos Pontes por desconhecer o seu conteúdo e que se reuniria com o ministro antes de responder. Ele afirmou ainda que já tinha entrado em contato com o ministro.
Uma semana após criticar publicamente Galvão, Bolsonaro reiterou que os dados do INPE eram falsos, declarando que haveria uma supresa a respeito deles, sem explicar de qual natureza seria. Bolsonaro criticou líderes anteriores, como o ex-presidente Lula, por divulgarem dados sobre problemas brasileiro, já que isso constituiria "campanha contra a pátria". Declarou que a questão ambiental só interessa a veganos, que segundo ele, "só comem vegetas", Jair Bolsonaro também questionou se o ambiente garantiria o futuro o Brasil e sugeriu que todos se tornariam veganos dessa forma. Também criticou uma "psicose ambiental". Posteriormente, brincou sobre a situação ao se chamar de "Capitão Motosserra". Na semana seguinte, o presidente Jair Bolsonaro demitiu Ricardo Galvão por fazer uma "campanha contra o Brasil". Após cinco dias, a exoneração de Ricardo Galvão foi publicada.
Douglas Morton, diretor do Laboratório de Ciências Biosféricas no Centro de Voos Espaciais da NASA, declarou que os resultados do INPE eram "inquestionáveis" e explicou que o instituto sempre trabalhara de forma técnica e criteriosa. Morton ainda classificou a demissão de Galvão como significativamente alarmante e algo que refletia como "atual governo trata a ciência". Os dados oficiais de desmatamento emitidos pelos sistema de Detecção de Desmatamento em Tempo Real (DETER) confirmaram as precisões do INPE.

## Reações

### Brasil

#### Poder executivo
Em 21 de agosto de 2019, Bolsonaro atribuiu às organizações não governamentais (ONGs), que atuam na proteção ambiental, a responsabilidade de estarem envolvidas em incêndios ilegais,  declarando que o Brasil está em "guerra [...] para conter o fogo criminoso". ONGs, como a WWF Brasil e o Greenpeace, rebateram e criticaram as afirmações do presidente. No dia seguinte, Bolsonaro disse que o Brasil não tinha recursos para combater os incêndios, pois a "Amazônia é maior que a Europa". Posteriormente, no entanto, o presidente brasileiro anunciou que planejava mobilizar parte das Forças Armadas do Brasil para ajudar a combater os incêndios florestais.
No dia seguinte, Bolsonaro fez um pronunciamento oficial em rede nacional, durante o qual afirmou que seu governo tem "tolerância zero" com a criminalidade na área ambiental e disse que os incêndios na Amazônia não podem servir de pretexto para retaliações internacionais. Ele criticou ainda supostos "dados infundados" que estariam sendo espalhados para o "uso político" e "desinformação". Ele afirmou que "incêndios florestais existem em todo o mundo e isso não pode servir de pretexto para possíveis sanções internacionais". Segundo o presidente, o "Brasil continuará sendo, como foi até hoje, um país amigo de todos e responsável pela proteção de sua floresta amazônica". Bolsonaro também afirmou que o Brasil é exemplo de sustentabilidade e que as nações desenvolvidas "não conseguiram avançar com seus compromissos no âmbito do Acordo de Paris". Durante o pronunciamento, relatos de panelaços de protesto surgiram nas redes sociais com vídeos que indicavam manifestações deste tipo em várias cidades do país, como São Paulo, Brasília, Recife, Salvador, Goiânia, Belo Horizonte, Porto Alegre e Rio de Janeiro. A hashtag #panelaço chegou à primeira posição na relação de assuntos mais comentados na rede social Twitter.
O ministro das relações exteriores brasileiro, Ernesto Araújo, afirmou que existe uma campanha internacional "feroz e injusta" contra o presidente Jair Bolsonaro, que estaria "reerguendo o Brasil". Araújo disse que a "esquerda foro-são-paulina" estava buscando aliados na mídia internacional e em ambientalistas radicais para atacar o Brasil e questionar sua soberania. O ministro da educação, Abraham Weintraub, denominou a situação de "crise amazônica falsa" e a definiu como uma reação de "agricultores europeus diante da iminente invasão de produtos brasileiros" dentro do acordo entre União Europeia e Mercosul associados a ONGs de esquerda e artistas revoltados com o "fim da mamata". A ministra da Agricultura, Tereza Cristina, disse que as queimadas preocupam, no entanto defendeu que o agronegócio não pode ser culpado pelo problema.
| |  |                                                                               |
| O ministro das relações exteriores Ernesto Araújo classificou a crise ambiental como "mentira da esquerda". |  | A ministra da Agricultura, Tereza Cristina, disse que as queimadas preocupam. |

O Governo Bolsonaro também se manifestou contra qualquer supervisão internacional da situação, considerando os comentários de Macron com um "tom sensacionalista", afirmando que o presidente francês estava interferindo em um problema local. Bolsonaro afirmou que tanto Macron como Merkel "ainda não perceberam que o Brasil está sob nova direção", dizendo que "agora existe um presidente que é leal ao povo brasileiro, que diz que a Amazônia é nossa, que diz que brasileiros ruins não podem divulgar números mentirosos e fazer campanha contra o Brasil". O ex-general Eduardo Villas Bôas, do exército brasileiro, considerou que as críticas de líderes mundiais, como Macron e o primeiro-ministro canadense Justin Trudeau, desafiavam diretamente a "soberania brasileira" e poderiam precisar de uma resposta militar.
Através de uma carta, assinada pelos governadores dos estados do Acre, Amapá, Amazonas, Maranhão, Mato Grosso, Pará, Rondônia, Roraima e Tocantins, solicitaram ao governo federal “imediatas providências” para viabilizar a cooperação das estruturas dos estados da Amazônia Legal e do governo federal no combate a focos de incêndios. Os governadores pediram também uma reunião em caráter de urgência para tratar das parcerias necessárias a construção de uma agenda permanente de proteção, conservação e desenvolvimento sustentável da Amazônia. Já os governadores dos estados das regiões Sul e Sudeste defenderam, em uma carta divulgada, que os temas ambientais devem ser tratados com "diálogo e distensão" para fortalecer a imagem internacional do Brasil, preservando assim as exportações do país.

#### Poder Legislativo
O presidente da Câmara dos Deputados do Brasil, Rodrigo Maia, disse, em seu perfil pessoal no Twitter, que a Câmara iria criar uma comissão externa para acompanhar o problema das queimadas que atingem a Amazônia. Além disso, o parlamentar informou que iria realizar uma comissão geral nos próximos dias para avaliar a situação e propor soluções ao governo.
O senador Randolfe Rodrigues (Rede-AP), líder da oposição no Senado Federal, encabeçou a instalação de uma Comissão Parlamentar de Inquérito (CPI) para apurar as causas do aumento dos índices de desmatamento e de queimadas na Amazônia. A iniciativa foi apontar se a situação ocorrida estava relacionada "a ações ou omissões governamentais, especialmente na disponibilização e aplicação de recursos financeiros e na utilização dos instrumentos de prevenção, controle e fiscalização dos órgãos governamentais", com a identificação de possíveis responsáveis. O senador afirmou também que o "desmantelamento do Ibama e do ICMBio, redução da dotação orçamentária do Ministério do Meio Ambiente e de programas de prevenção e de combate ao fogo, renúncia dos recursos do Fundo Amazônia, entre outros temas".

#### Forças Armadas
Segundo as Forças Armadas do Brasil, o país estava sob um "ataque indireto" de nações estrangeiras, em formato de guerra híbrida, com vistas a desestabilizar a nação brasileira. Essa guerra híbrida envolveria o uso de fake news (como o uso de imagens falsas e dados manipulados) e pseudociência (como afirmar que a Amazônia é o "pulmão do mundo"), para causar pânico e difamar o Estado brasileiro e a população brasileira.

#### Sociedade civil
A Associação Brasileira dos Produtores de Soja (Aprosoja Brasil) se posicionou contra a prática das queimadas e as classificou como criminosas.
O líder indígena Raoni Metuktire foi à Europa e denunciou o aumento do desmatamento e das queimadas na amazônia brasileira. Ao fim da cúpula do G7, o cacique caiapó reuniu-se com o presidente francês, Emmanuel Macron, em Biarritz. No encontro, pediu ajuda para a preservação ambiental e afirmou que o presidente Jair Bolsonaro “incitou agricultores e empresas mineradoras a incendiarem a Amazônia”.

#### Reações internacionais
Internacionalmente, as queimadas na Amazônia brasileira também causaram grande repercussão. O jornal britânico The Guardian trouxe a informação de que Bolsonaro acusou ambientalistas de atear fogo na Amazônia para constranger seu governo, mas que o presidente não forneceu evidências para tais afirmações. A BBC News, também do Reino Unido, mostrou um vídeo com imagens dos incêndios na região da Amazônia e entrevistou cientistas que disseram que a floresta tropical sofreu perdas em um ritmo acelerado desde que Bolsonaro assumiu o poder em janeiro. O site da revista alemã Spiegel traz a manchete "Floresta tropical do Brasil está pegando fogo" e diz que Bolsonaro tem uma política ambiental "inconsequente". Em Portugal, o jornal Público disse que a Amazônia está ardendo e já é possível ver do espaço. No canal de notícias árabe Al Jazira, sediado no Qatar, uma reportagem traz informações sobre os incêndios na Floresta Amazônica do Brasil que atingiram um recorde neste ano.
O primeiro-ministro da Irlanda, Leo Varadkar, ameaçou votar contra o acordo comercial entre a União Europeia (UE) e o Mercosul se o Brasil não respeitar seus "compromissos ambientao primeirois". Por outro lado, o primeiro-ministro de Portugal, António Costa, rejeitou a ideia francesa e irlandesa de rasgar o acordo comercial com o Mercosul por causa desses acontecimentos, afirmando que a oposição da França e da Irlanda ao acordo "é conhecida desde sempre" e que a tragédia dos incêndios na Amazônia não deveria ser utilizada para "aumentar o número de problemas que existem nestas relações entre a Europa e o Brasil", concluindo que "o Brasil precisa de solidariedade, não de sanções". O ministro das finanças da Finlândia, Mika Lintila, condenou a destruição de florestas, dizendo que deveria rever urgentemente a possibilidade de banir importações de carne do Brasil, em resposta à devastação causada pelos incêndios florestais.
Nos Estados Unidos, o presidente Donald Trump, um dos principais aliados internacionais de Bolsonaro, defendeu e apoiou a postura do presidente brasileiro perante os incêndios florestais na Amazônia durante a cúpula do G7, tendo escrito em uma rede social que ele havia chegado "a conhecer bem o presidente Bolsonaro nas nossas relações com o Brasil. Ele está trabalhando muito duro nos incêndios da Amazônia e, em todos os aspectos, está fazendo um grande trabalho para as pessoas do Brasil". Ele também ofereceu ajuda ao presidente Bolsonaro para combater os incêndios, dizendo que o relacionamento entre ambos estava forte e que as expectativas para o comércio entre ambos países eram "muito empolgantes".

#### Manifestações e protestos

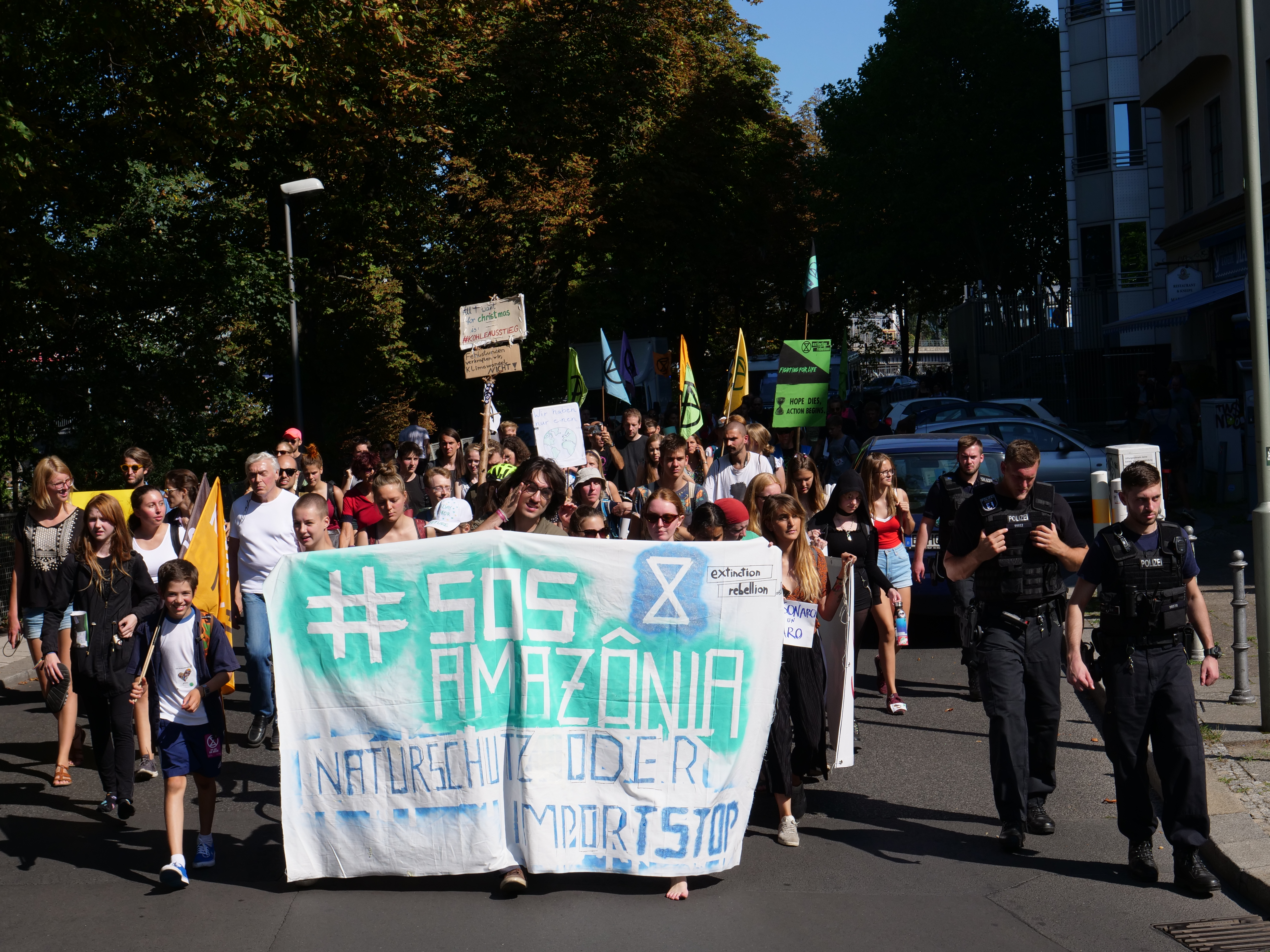
Protesto SOS Amazônia em Berlim, Alemanha.

Diversos protestos foram convocados pelas redes sociais em diferentes cidades brasileiras e do mundo. Ocorreram protestos em pelo menos 47 cidades do país, de 24 estados. Os atos criticaram a política ambientalista do Governo Federal, ou a falta dela, e defenderam a preservação da Amazônia.
Em 23 de agosto de 2019, diversos protestos populares foram realizados também em cidades da Europa, Ásia e América. Os manifestantes se concentraram nas embaixadas e consulados do Brasil, como, por exemplo, em Londres (Reino Unido), Paris (França), Barcelona e Madri (Espanha), Dublin (Irlanda), Berlim e Colônia (Alemanha), Genebra (Suíça), Nápoles (Itália), Nova Iorque e Miami (Estados Unidos), além de outros protestos reportados em Mumbai (Índia), Amsterdã (Holanda), Turim (Itália), Lisboa (Portugal), Sydney (Austrália), Lima (Peru), Santiago (Chile), Quito (Equador), Cidade do México (México), Bogotá e Cali (Colômbia).

#### Nações Unidas
O secretário-geral das Nações Unidas, António Guterres, disse que estava "profundamente preocupado" com as queimadas no Brasil, principalmente por o mundo estar "em meio a uma crise climática internacional". A ativista climática Greta Thunberg, de 16 anos, idealizadora do movimento estudantil "Fridays for Future" contra o aquecimento global, também se manifestou contra os incêndios florestais.

#### Boicotes
A VF Corporation, proprietária de 18 marcas de calçados e acessórios, como Vans, The North Face, Timberland, Kipling e Dickies, suspendeu a aquisição de couro brasileiro. Segundo a empresa, só retornaria a importar os produtos brasileiros quando houvesse "a segurança que os materiais usados em nossos produtos não contribuam para o dano ambiental no país". O banco nórdico, Nordea, um dos maiores bancos do norte da Europa, suspendeu a aquisição de títulos públicos de Tesouro Nacional do governo brasileiro. A decisão foi devida à resposta que o governo brasileiro deu à crise ambiental. A Nordea Asset Management detinha no final de agosto de 2019, aproximadamente, 100 milhões de euros em títulos brasileiros.
Segundo Blairo Maggi, um dos maiores exportadores de soja do Brasil, ex-senador, ex-governador do Mato Grosso e ex-ministro da Agricultura, Pecuária e Abastecimento, as vendas brasileiras poderiam ser prejudicadas com as queimadas, explicando que o comprador internacional estava cada vez mais exigente com a preservação ambiental. Kátia Abreu, pecuarista, senadora e ex-ministra da Agricultura, Pecuária e Abastecimento, afirmou que algumas falas do presidente prejudicaram o agronegócio, dizendo que o discurso de Bolsonaro era antimercado.

### Igreja Católica
O papa Francisco pediu um compromisso global para combater as queimadas na Amazônia que, para ele, é essencial para a saúde do planeta. Dias antes, o Conselho Episcopal Latino-Americano (Celam) se pronunciou que as queimadas têm "proporções planetárias" e a Conferência Nacional dos Bispos do Brasil (CNBB) já havia reivindicado "providências urgentes" para conter os "absurdos incêndios".

### Europa
O presidente da França, Emmanuel Macron, disse que a cúpula do G7 precisava discutir os incêndios na Amazônia. "Nossa casa queima. Literalmente. A Amazônia, o pulmão de nosso planeta, que produz 20% de nosso oxigênio, arde em chamas. É uma crise internacional", escreveu o líder francês. Macron também pediu "mobilização de todas as potências" para ajudar o países afetados pelos incêndios e lembrou ainda que o território da Guiana Francesa também integra a região amazônica.
O primeiro-ministro do Reino Unido, Boris Johnson, demonstrou-se "profundamente preocupado" e pediu uma ação internacional para proteger a maior floresta tropical do mundo, no entanto, também criticou Macron, afirmando que ele estava promovendo uma campanha com a intenção de prejudicar o acordo de livre-comércio entre Europa e Mercosul, já que o mesmo afetaria agricultores franceses.
Um porta-voz da primeira-ministra da Alemanha, Angela Merkel, afirmou que os incêndios são uma "situação urgente" e que o assunto deveria ser debatido na 45.ª reunião de cúpula do G7.

### Américas
Na mesma linha dos líderes europeus, o primeiro-ministro do Canadá, Justin Trudeau, também defendeu medidas para agir em favor da Amazônia e do planeta. Também se manifestaram Iván Duque, da Colômbia, Nicolás Maduro, da Venezuela, Sebastian Piñera, do Chile, Evo Morales, da Bolívia, Mario Abdo Benítez, do Paraguai, Lenín Moreno, do Equador, e Mauricio Macri, da Argentina.
Os líderes do G7 anunciaram a ajuda emergencial de 20 milhões de dólares (cerca de 82,4 milhões de reais) para combater os incêndios. Também disponibilizaram ajuda Argentina, Chile, Colômbia, Equador, Venezuela, Israel, Reino Unido e União Europeia.
A Organização do Tratado de Cooperação Amazônica (OTCA), que reúne países com território amazônico, reuniu-se no mês de setembro de 2019 para discutir a crise ambiental na região.

### Imagens falsas e memes
A maioria das fotos compartilhadas em grupos sociais sobre os incêndios era falsa, segundo a revista Mother Jones. Algumas imagens se referiam a incêndios de anos anteriores. O presidente Macron, da França, por exemplo, divulgou a foto de um fotógrafo que morreu em 2003. O Le Nouvel Observateur, da França, referiu-se a este fato como uma "desinformação". A Agence France-Presse, o El Comercio e O Globo publicaram guias para identificar algumas das fotos falsas. Em 24 de agosto de 2019, o Ministério da Defesa do Brasil divulgou uma antiga foto de uma aeronave apagando focos de incêndios e o presidente Jair Bolsonaro compartilhou-a no Twitter.
Outra imagem que ficou famosa nas redes sociais foi o meme da "girafa da Amazônia". A youtuber brasileira Hosana Cristina Cabral de Lima, com 19 anos na época, fez uma pintura em seu corpo representando diversos animais para protestar contra as queimadas. Entretanto, a imagem viralizou na Internet devido à presença de uma girafa entre esses animais. Após a publicação nas redes sociais, Hosana começou a receber mensagens agressivas e seu protesto em forma de pintura foi ridicularizado devido à inclusão da tal girafa no cenário da Amazônia.